# Kaspar, le chat du Grand Hôtel
Kaspar, le chat du Grand Hôtel (Kaspar: Prince of Cats, 2008) est un livre de Michael Morpurgo, traduit et édité en français par Gallimard jeunesse en 2014.

## Synopsis
A l’hôtel Savoy de Londres vivait un groom orphelin de 14 ans nommé Johnny Trott. Un jour une cantatrice venue de Russie arriva à l’hôtel. C'était la comtesse Kandinsky ; elle avait un chat qui se nommait Kaspar, dit le prince des chats. Johnny servit pendant un moment la comtesse et Kaspar. Il rêvait que c'était sa mère. Un jour, la comtesse eut un accident ; Kaspar était tout triste et il ne voulait plus manger. Johnny le garda dans sa chambre, même si cela était interdit. Un jour, une fille de clients de l’hôtel découvrit Kaspar dans une chambre. Elle le caressa et Johnny arriva. Elle se prénommait Elizabeth, ou plutôt Lizabeth. Johnny et Lizabeth devinrent amis. Elle devait revenir en Amérique. Johnny décida de la suivre, et embarqua comme passager clandestin du Titanic.